# Hyosciurus heinrichi
Hyosciurus heinrichi är en däggdjursart som beskrevs av Archbold och Tate 1935. Hyosciurus heinrichi ingår i släktet Hyosciurus och familjen ekorrar. IUCN kategoriserar arten globalt som livskraftig. Inga underarter finns listade i Catalogue of Life.

## Beskrivning
Släktet känns igen på den långa nosen och den korta, kraftiga svansen. Hos denna art är pälsen på ovansidan chokladbrun med gråbruna fläckar, på undersidan mörkt gråbrun med en oregelbunden, vit mittstimma. Kroppslängden är omkring 22 cm, ej inräknat den omkring 10 cm långa svansen, och vikten är knappt 300 g.

## Utbredning
Denna ekorre förekommer på den indonesiska ön Sulawesis centrala delar.

## Ekologi
Arten vistas i bergsskogar mellan 1 400 och 2 300 meter över havet. Den lever framför allt av olika maskar som den tar på marken.